# Возничи
Возничи — село в Овручском районе Житомирской области Украины.

## Территория и жители

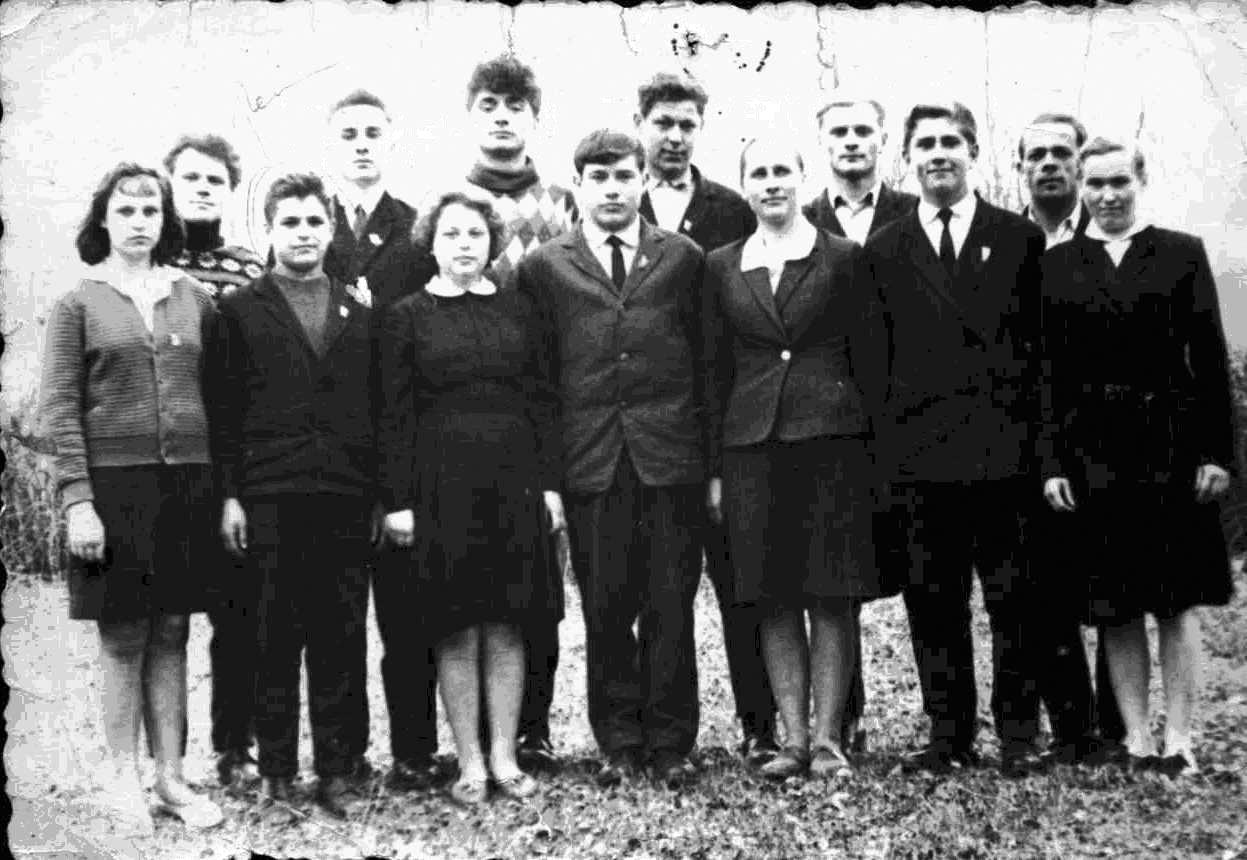
Учителя и ученики восьмилетней школы с. Возничи, начало 60-х годов

Село Возничи находится в 50 км на северо-запад от древнего города Овруч и в 3,5 км от украинско-белорусской границы. Через село протекает река Словечна — приток Припяти. Местность лесистая, болотистая. Хорошо растут белые и другие грибы, черника, брусника, журавлина. Грунты песчаные, поэтому земледелие слабо развито: культивировались рожь, картофель, лён. На юго-западе от села Возничи расположен Словечанско-Овручский кряж. Закрытость с одной стороны Словечанско-Овручским кряжем, с другой стороны густыми лесами и болотами (от Белоруссии болота Михач-Граничное в районе с. Воляры, западнее его болота Маньчиное и Грибовое, которые поглощаются от юга до севера в районе с. Возничи огромным урочищем-болотом Жеремина), создали условия консервации языка и традиций местного населения — потомков шляхты Валевских-Левковских.
В конце 70-х годов был применён план мелиорации — осушения болот. Изменено природное русло речки Словечна (в том числе часть стока реки Желонь направлена в Словечну ещё в 1961 году), осушены все болота с восточно-южной стороны села Возничи. Этот план уничтожил уникальную природную зону, исчезли пойменные луга и иная растительность, редкие птицы, бобры, росомахи, множество видов рыб.
Кроме Левковских, в селе Возничи проживали также близкие по происхождению потомки шляхетских родов Невмержицких, Верповских, Стоцких, Залезинских, Можаровских. Чтобы как-то идентифицировать себя, каждая семья Левковских (поскольку у всех одна фамилия) приняла уличное прозвище: Керенский, Грибок, Чван, Бомар, Безногий, Хльом, Козёл, Истельный, Циркун, Бобом, Заяц, Чмар, Складаный, Сёма, Карайчук, Цюпалька, Галах, Просюк, Митрофан, Лексуха, Рой, Шмонька, Топтун, Валенка, Кирпа, Лукеев, Безрукий, Вовк, Барабанчик, Федька, Шостка, Сопкий, Савка, Байдюк, Немчик, Борщ, Валик, Павлинка и другие.

## Этнолингвистические исследования

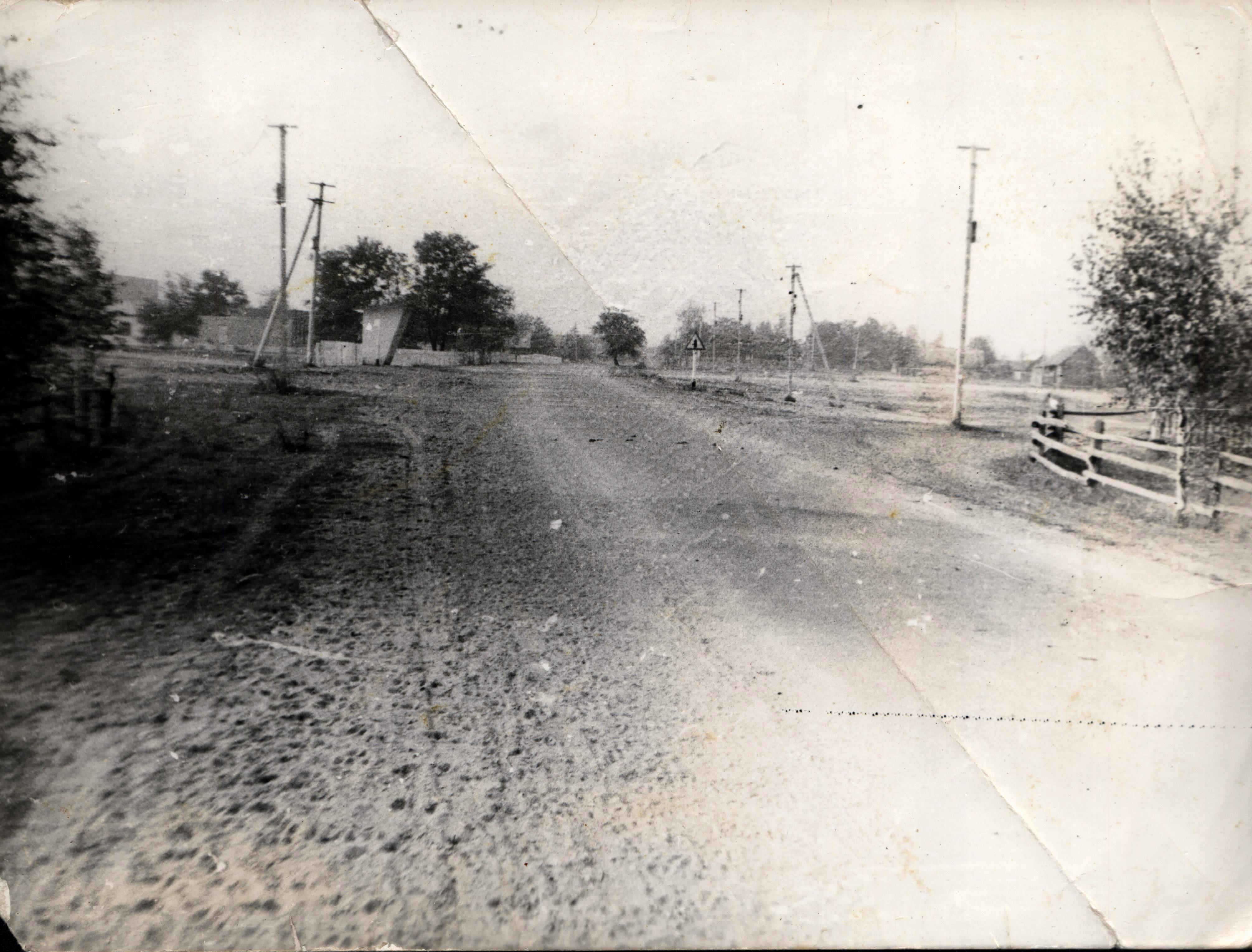
Центр села Возничи 1986 г.

Село Возничи интересовало советскую академическую науку (МГУ, Институт славяноведения).
Так, в июле 1981 г. в селе Возничи находилась группа студентов и выпускников Московского Государственного Университета имени М. В. Ломоносова под руководством М. Р. Павловой. Студенты М. Р. Павлова (руководитель), А. М. Гамбарова, Е. Л. Чеканова, И. А. Морозов, С. Шевцова, М. И. Серебряная, а также В. А. Урнов и А. Б. Страхов (МГУ) и студенты-музыковеды Е. Кретова и И. Анананова (ГМПИ им. Гнесиных) собрали тексты, былички, жатвенные песни, заговоры, духовный стих о Цмоке, сны. Материалы этой экспедиции в дальнейшем использовали другие учёные, в том числе и правнук великого русского писателя Л. Н. Толстого — академик Никита Ильич Толстой. Их работы печатались издательством «Наука» в научных сериях Института славяноведения Академии Наук СССР (РАН): «Славяноведение», «Славянский и балканский фольклор», «Славянское и балканское языкознание». Много трудов вышло в московских издательствах «Ладомир», «Индрик», «Рукописные памятники Древней Руси». Вот некоторые из них:
- Народная демонология Полесья: Публикации текстов в записях 80—90-х годов XX века. Т. I, Т. II / Составители: Л. Е. Виноградова, Е. Е. Левкиевская.
- Белова О. В. «Народная Библия» : Восточнославянские этиологические легенды. Публикация текстов. М., Индрик, 2004.
- Толстая С. М. «Полесский народный календарь». М., Индрик, 2005.
- Кабакова Г. И. «Антропология женского тела в славянской традиции». М., Ладомир, 2001.
- Агапкина Т. А. «Этнографические связи календарных песен: встреча весны в обрядах и фольклоре восточных славян». М., Индрик, 2000.
- Агапкина Т. А. «Мифопоэтические основы славянского народного календаря: весенне-летний цикл». М., Индрик, 2002.
- Топорков А. Л. «Секс и эротика в русской традиционной культуре». М., Ладомир, 1996.
- Гура А. В. «Символика животных в славянской народной традиции». — М., Индрик, 1997.
- Агапкина Т. А. , Левкиевская Е. Е. «Полесские заговоры в записях, 1970—1990-х гг.» М., Индрик, 2003.

Экспедиция Павловой М. Р. в с. Возничи была не случайной. В 1970—1990-е гг. Институтом славяноведения АН СССР (теперь РАН) под руководством Н. И. Толстого в Полесье были направлены этнолингвистические экспедиции. Полевые исследования проводились по специально разработанной «Программе Полесского этнолингвистического атласа.» Материалы экспедиций, охвативших более 120 населённых пунктов Полесья (в том числе с. Возничи), хранятся в Полесском архиве Института славяноведения РАН (Москва). Продолжительное время готовится и электронная база данных «Полесский архив» (С. М. Толстая) и «Восточнославянские мифологические персонажи» (Е. Е. Левкиевская). На сегодняшний день в БД «Полесский архив» введено приблизительно 70 % всего объёма информации. Рукописная версия архива составляет по самым общим подсчётам около 130 тысяч карточек — единиц хранения.
Белова О. В. в научной статье «Названия сёл Полесья и топонимические нарративы» на основании материалов экспедиции Павловой М. Р., наводит два равноправных примера народной топонимики возникновения названия «Возничи»: 1. Колись одна хата была, да дед один жил. Его звали Вознич. Вознич — Возничи. 2. Пан говорив на жителей села — вознич, а люди потом прибавили «и», и стало Возничи. Колись замок быв, и все люди съезжались работать туда. Возить — Возничи.
Необычный и разговорный язык жителей с. Возничи. Это — смесь древнерусского, польского, белорусского и украинского языков (т. н. «полесский диалект»). Этот овручский диалект описан в «Лексическом Атласе Правобережного Полесья» выходцем из села Листвин Никончуком Н. В.

## История

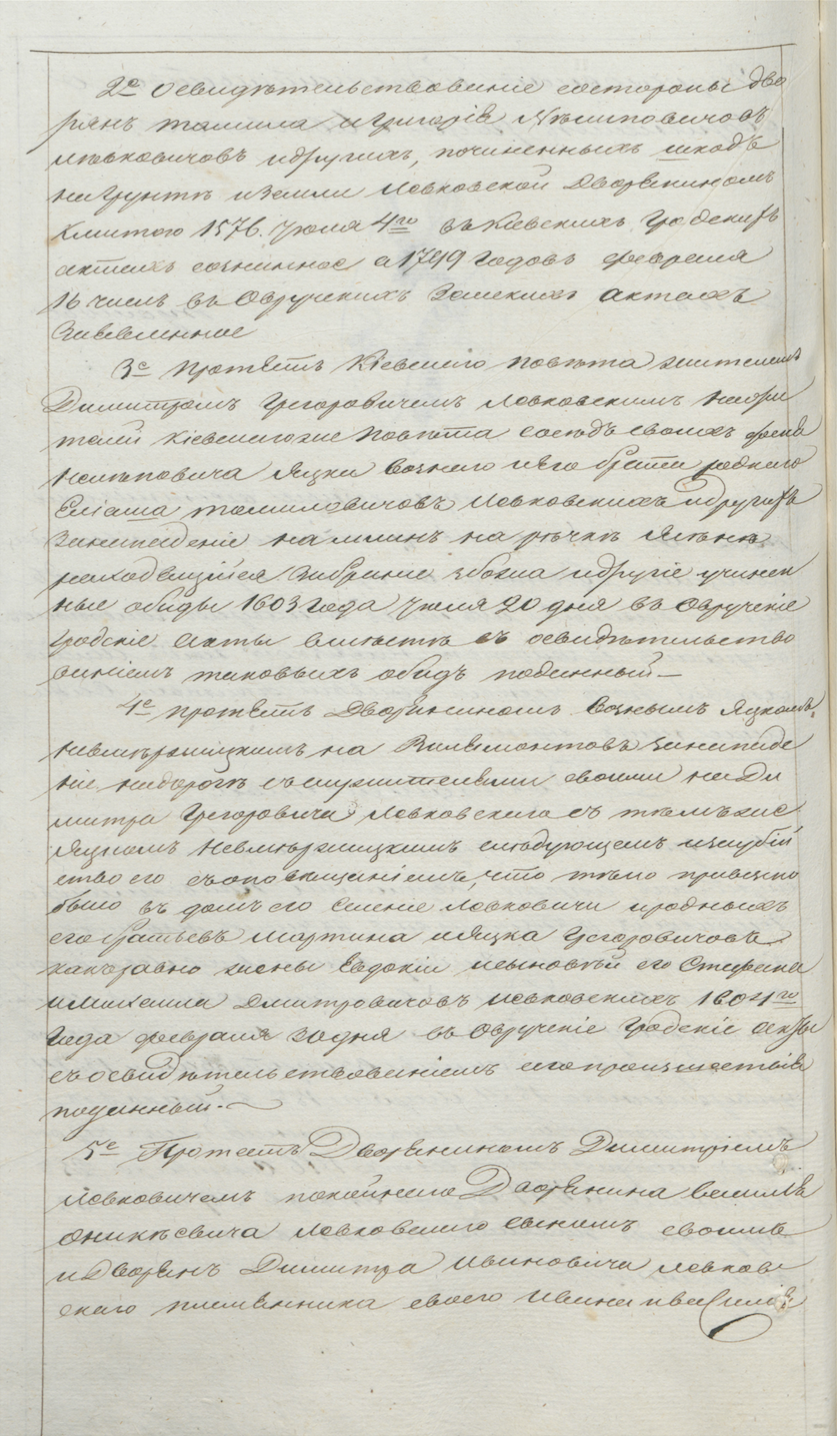
Возный Яцко Томилович Левковский в Родословной книге дворян Волынской губернии (1603 год).

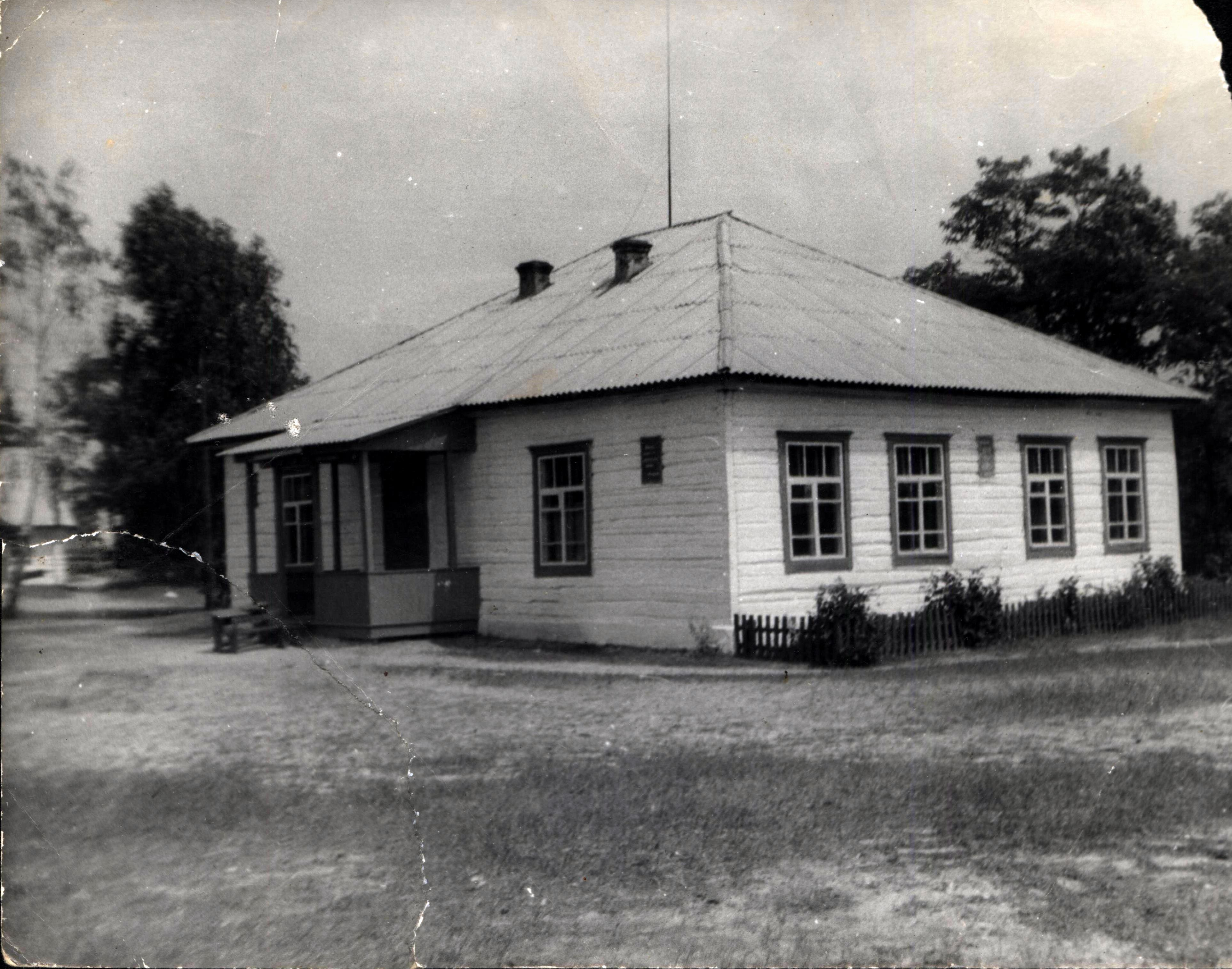
Восьмилетняя школа с. Возничи, 1986 г.

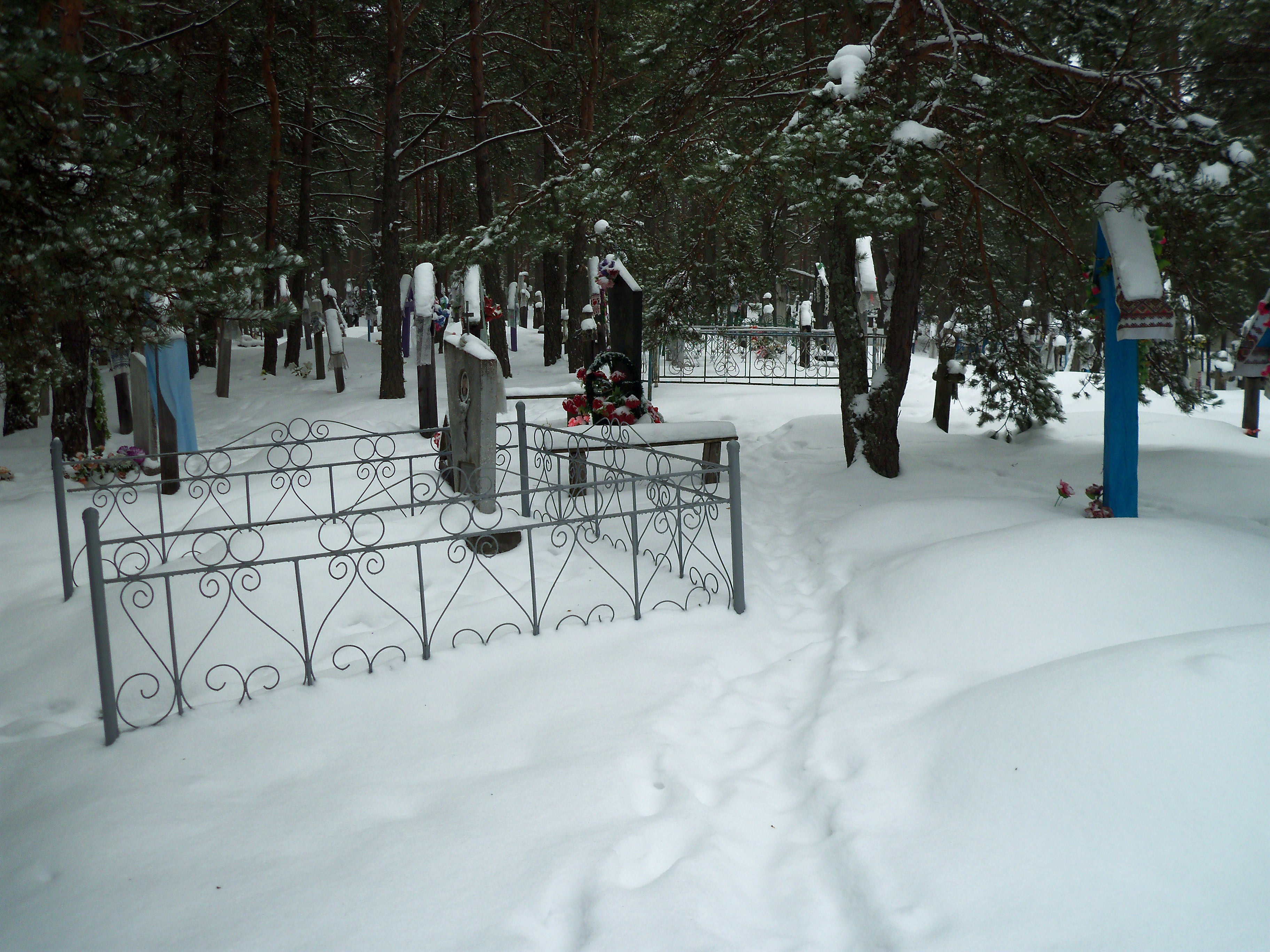
Кладбище с. Возничи, 2011 г.

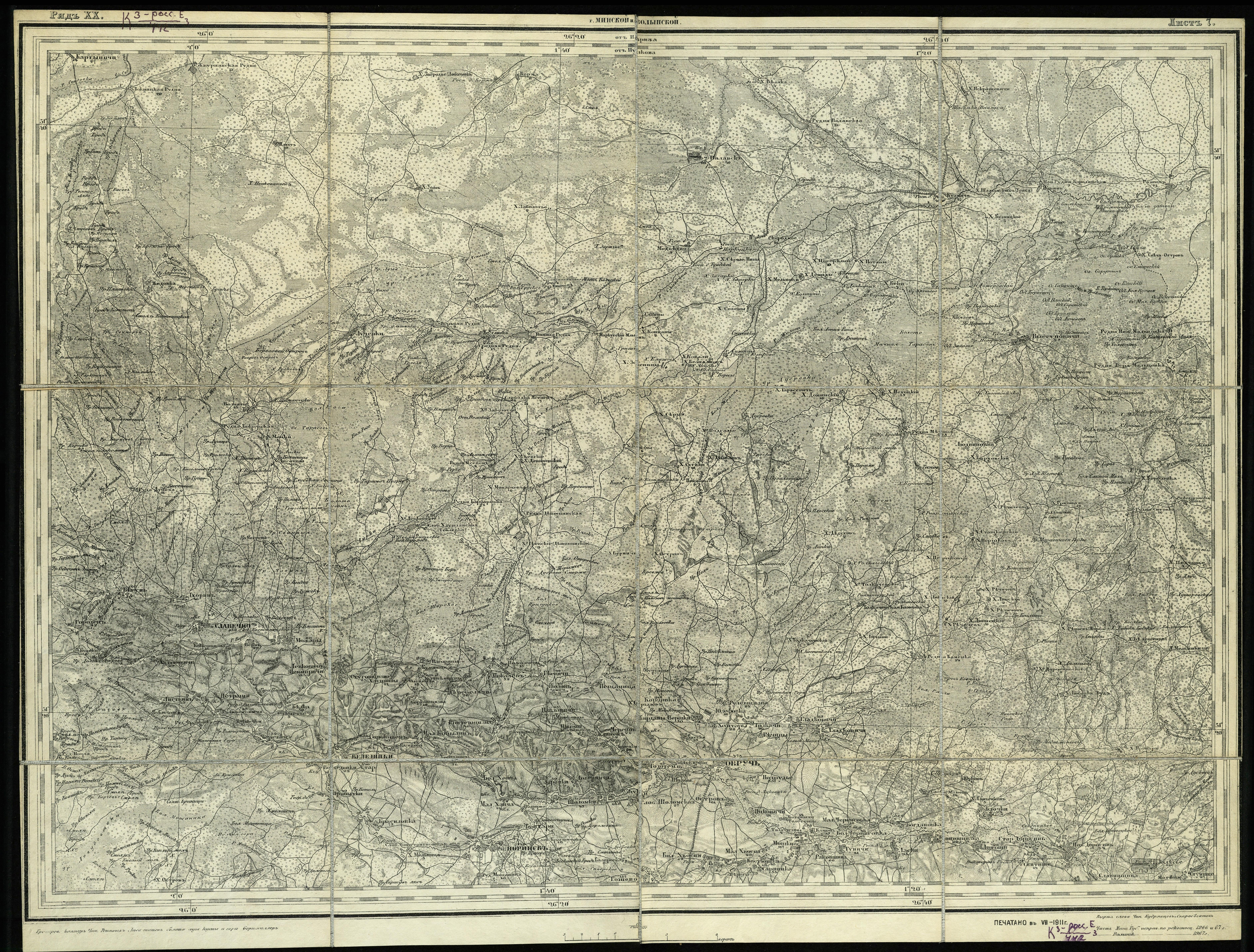
Военно-топографическая карта Ф. Ф. Шуберта (данные 1867 года), Ряд XX, Лист 7, Овручский уезд. Масштаб: 3 версты в 1 дюйме (1см : 1260 м)

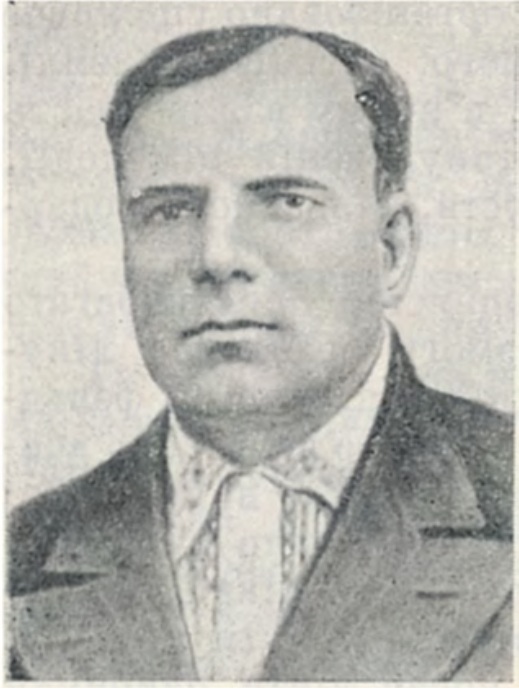
Гришан Т. Л. — командир Словечанского партизанского отряда (фото 1938 года).

Село Возничи основали Левковские-Возниченки, потомки возного Яцка Томиловича Левковского, который впервые упоминается 16 июля 1602 года в Актах Люблинского Трибунала как возный генерал воеводства Киевского. Этот же Яцко Левковский назван возным 20 июля 1603 года в регесте документов, занесённых в Родословную книгу дворян Волынской губернии.
Дворяне-шляхта Левковские-Возниченки из села Левковичи впервые фиксируются в Возничах около 1771 и 1772 годов: Левковский Фёдор Григорьевич Возниченко (уп. 1749) с сыновьями Левковским Лукой Фёдоровичем (1750 г. р.), жена Екатерина Семёновна (1755 г. р.); Левковским Иваном Фёдоровичем (1755 г. р.), жена Анастасия Андреевна (1765 г. р.); Левковским Иваном Фёдоровичем, жена Агриппина; Левковским Даниилом Фёдоровичем (1747 г. р.), жена Василиса Максимовна Кобылинская (1761 г. р.); Левковским Григорием Фёдоровичем (1749 г. р.), жена Агафья Петровна (1759 г. р.); Левковским Семёном Фёдоровичем (1761 г. р.), жена Ксения Григорьевна (1765 г. р.); Левковским Шимоном (Семёном) Фёдоровичем (1765 г. р.), 1-я жена Ефросинья Михайловна (брак 1785 г.), 2-я — Аполлина Максимовна (брак 1791 г.).
Согласно визитации Левковской церкви от 12 октября 1821 года, подписанной ксендзом Леоном Корчак Загоровским, в Возничах было прихожан дворов 5. Эти 5 дворов заселяли семьи только Шимона, Ивана (жена Анастасия) и Луки Фёдоровичей Возниченков Левковских, в центральной части села (в современной локализации): 1-й двор в районе сельского клуба (недалеко дома Истельного), 2-й двор в районе домов Галаха и Сёмы, 3-й двор «на горе», недалеко автобусной остановки (дом деда Чмара), 4-й двор в районе трансформаторной подстанции (недалеко домов Складаного и Хлёма), 5-й двор в районе школы (недалеко домов Керенского и селища Бомара). Позднее были заселены новые районы села («за речкой», «навозы», «забель») Левковскими из других веток (Василенки, Деивичи, Григоренки, Бойненки).
Очевидно и другое: земля в районе села Возничи, входившая во владения панов Левковских упоминается намного раньше, как минимум с 1548 года, когда был списан раздел овручским старостой Йосифом Халецким между Левковскими, владевшими частью Смольчанской земли и отцами капитулами виленскими, владевшими Каменщизной (Можары, Тхорин, Листвин, Бегунь и др.). Левковская земля в этом разделе включала Луг Нивенский, остров Трунив, с Трунива острова вдоль реки Словечна до болота Зеремина, до реки Жидовой, вдоль реки Жидовой до Передила, с Передила до Лав, з Лав до урочища Перетимля, з урочища Перетимля Михачем болотом, з Михача в болото Тывров, до Чёрного-Острова, до реки Словечной, гранича с грунтами Невмержицкими, речка Роговка, лесками и поплесками, идя до волоки Кисина, а Кисинска граничит до отрезанного удела. Огромное урочище Жеремина (Zeremin), от старо-бел. «зеремя» — место, где живёт стадо бобров, очевидно, принадлежавшее тогда Томиле Нелиповичу Левковичу, как предку основателей села Возничи и упоминаемому в источниках ок. 1571—1574 гг., указанное как болото Зеремин в объявлении Степана Левковского от 1649 года об этом раздельном листе, уничтоженном запорожскими казаками в 1648 году, было именно тем местом, на котором сначала возникло селище, а затем и село Возничи. Также, в Обляте реестра бортного соснового леса пана Яцка Петровича Левковского (правнук Максима Томиловича) от 7 марта 1738 года указана «сосна пчёльная… возле Роговки над Кисиным…, возле Ближницы Возничовой…».
Понятно, что с приходом Советской власти в 1917 г. дворянские права Левковских были полностью упразднены. Хотя ещё с 1831 года дворян села Возничи царское правительство начало переводить в разряд мещан (19 октября 1831 года Правительствующим сенатом был издан закон «О разборе шляхты в Западных губерниях и об упорядочении такого рода людей»). В 1939 году, с возникновением колхоза, в село Возничи принудительно были переселены близлежащие хутора Левковских (хутор Роговка, Шаманчуки, частично хутор Граки и другие мелкие хутора в направлении Михач-Воляры, а также в сторону хуторов Горохова, Шепеты, Рудни-Бокиевской, хуторов Малашковых, хутора Свинорой и Можаровского). Крестьяне, не вступившие в колхоз, были репрессированы.. В период Второй мировой войны большинство мужчин ушли на фронт, в партизаны, некоторые стали служить в немецкой полиции. В первые месяцы войны село Возничи попадает в вечернее сообщение Советского Информбюро от 13 сентября 1941 года: «Самоотверженно борются с фашистскими захватчиками житомирские партизаны… Отряд под командованием участкового врача тов. Я. подстерёг на участке дороги между Возничи и Лученки немецкую автоколонну. Уничтожив охрану и шофёров, партизаны взорвали 4 грузовика со снарядами и 2 грузовика с запасными частями для танков.» В действительности это был Словечанский партизанский отряд под командованием секретаря запасного подпольного обкома КП(б)У Тимофея Лаврентьевича Гришана, который тогда в сентябре 1941 года у села Возничи атаковал карательный отряд фашистов и уничтожил семь автомашин с оккупантами. Лишь благодаря одному из жителей села (Левковскому Григорию?), удалось тогда избежать массового расстрела, как акта возмездия фашистов на действия партизан. Во время войны через село рейдом проходили партизанские отряды Ковпака, Сабурова. 29 декабря 1942 года село было сожжено гитлеровцами. Немецкий карательный отряд уничтожил 175 дворов, погибло 10 жителей. По другим данным, того дня во вторник село было сожжено полностью и погибло 2 жителя. Остальные скрылись в лесу и поселились в землянках. Многие были угнаны на работу в Германию. В мае 1943 года в районе села Возничи действовал партизанский отряд Козлова В. М., входивший в соединение М. И. Наумова. Село Возничи, как и город Овруч, были освобождены 18 ноября 1943 г. войсками 1-го Украинского фронта и партизанами в ходе Киевской стратегической наступательной операции. Кстати, до войны с. Возничи входило в линию Коростенского укрепрайона (Линия Сталина). До сих пор в районе сёл Козули, Лисовцы, Мацки, Возничи, Лучанки сохранились разрушенные доты (долговременные огневые точки). Наиболее полная информация о погибших жителях села Возничи в период второй мировой войны находится в Книге памяти Украины.
После войны село Возничи было отстроено. Население работало в колхозе на трудодни, на лесозаготовках в районе села Красносёлка (Жидова), где жили в бараках. Молодые мужчины села в качестве трудового резерва были направлены на работу в Донбасс. За доблестный труд некоторые Левковские были представлены к правительственным наградам (в том числе к Ордену Ленина).
Даже в этот советский период сохранились многие старые традиции. Свадьбы проходили под музыку гармошки с бубном и автохтонное а капелла старинных песен. Похороны сопровождались «плачами», которые брали своё начало ещё с Киевской Руси. Крещение новорождённых проходило в православной Свято-Николаевской церкви села Левковичи (вопреки атеистической пропаганде). Существовала традиция, что на праздник Рождества Христового, в село Возничи съезжались гости с окрестных сёл, родственники издалека. Это существует и поныне. По-видимому, эта традиция возникла в «околичной шляхты» Левковских. Великдень (Пасха) сопровождался своеобразным развлечением — «битками» (игры с крашеными куриными яйцами). Этнографической ценностью являются произведения возничёвских мастериц: радюжки, вышитые рубашки, рушники, домотканая одежда, изготовленные вручную с помощью самодельного деревянного ткацкого верстака (кросна). Каждый год в поминальный четверг после Великодня Левковские села Возничи сходятся и съезжаются на «могилки», чтобы почтить память «дедов». Поражает удивительная ухоженность кладбища, которое находится между сёлами Возничи и Мацьки, на фоне запустения самих сёл. Общеизвестно, что культ умерших предков присущ древним народам. По-видимому, род Левковских — это далёкие потомки исчезнувшей древней цивилизации (торков?), которые как будто пытались сохранить в чистом виде свой род, свою породу, ведь не только исходя из их генеалогического древа (См. дет. в статье «Левковские»), а и по некоторым практическим наблюдениям, у Левковских до начала 70-х годов XX века существовало табу на браки с другими фамилиями (и не только «мужицкимы»), за исключением некоторых шляхетских («братии своей»). Не зря, село Возничи, хотя и в этнографическом смысле, всё-таки стало объектом внимания академической науки. До сих пор в селе существует незарегистрированная религиозная община Истинно Православных Христиан. Это раскольническая неканоническая секта монархического толка, участники которой не приняли Советскую власть и были репрессированы или эмигрировали за границу. Чтобы выжить, остальные члены общины ушли в подполье. О деятельности этих сект (на Житомирскую область действовало лишь 3 общины в сёлах Возничи, Нагоряны, Можары, Тхорин и Белка Овручского района) известно немного. В целом они занимались апокалипсистической пропагандой, призывали верующих к отказу от любых форм сотрудничества с советской властью, в образе которой видели появление Антихриста. Так, в 1973 году верующая ИПХ села Тхорин М. Шмаюк предсказывала о близком конце света и в связи с этим советовала детям не ходить в школу, а людям — не посещать православной церкви и не участвовать в богослужениях, поскольку священники предали Бога в пользу безбожного коммунизма. Даже сейчас ИПХ не афишируют свою деятельность, не доверяя ни одной власти. Тем более, что ещё в 1980-х гг. они, как будто, исчезают из поля зрения аппарата уполномоченного и других органов власти. Интересен факт, что в период религиозного подъёма 1989—1991 гг. общины ИПЦ и ИПХ вообще исчезают из статистических отчётов о количестве религиозных организаций в Житомирской области, а деятельность эпизодических групп (около 10 человек) была зафиксирована только в самом Житомире.
После Чернобыльской катастрофы (1986) село Возничи было отнесено к зоне гарантированного добровольного отселения. Многие Левковские начали покидать родное село в поисках лучшей доли, хотя, как известно, процессы урбанизации начались ещё раньше. Село зачислено в категорию, так называемых, депрессивных регионов. Развален колхоз, закрыта школа. Это общая тенденция для многих сёл региона, где плотность населения за данными 2008 года по Ясенцу, трём Рудням, Лучанкам, Возничам, Мацкам, Лисовцам и Козулям составляет 19 человек на 1 км².

### ГенеалогияЛевковских-Возниченков
1. Ларион Валевский — I колено.
2. Давыд Велавский. 1. — II колено

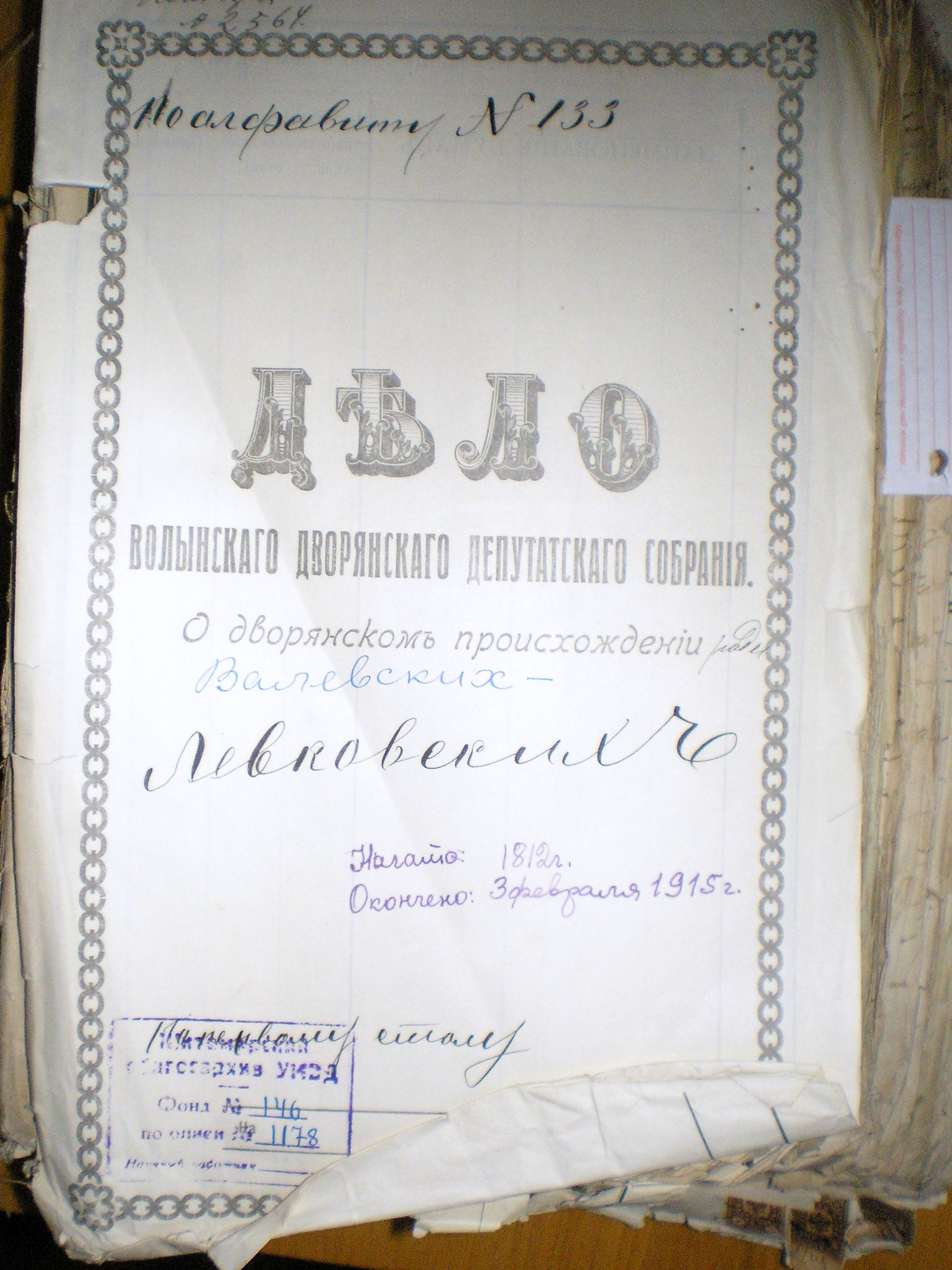
Титульная страница Дела № 133 Волынского дворянского депутатского собрания о дворянском происхождении Левковских

3. Булгак Белавский (Велавский). (уп. 1486). 2. — III колено.
4. Львей (Лев) Булгакович (уп. 1474). 3. — IV колено
5. Нелипа Левкович (Левковский). 4. — V колено
6. Томило Нелипович Левкович. (Левковский) 5. (1574) — VI колено.
7. Яцек (Яцко) Левковский, генерал возный воеводства Киевского (уп. 1602, 1603, 1614[42]). 6. — VII колено
8. Григорий Левковский Возниченко (уп. 1713, 1727)[43]. 7. — VIII колено
9. Фёдор Левковский Возниченко (уп. 1749)[44]. 8. — IX колено
10. Лука Левковский ″. 9. (1750 г. р.) — X колено
11. Иван Левковский ″. 9. (1755 г. р.) — X колено
12. Даниил Левковский ″. 9. (1747 г. р.) — X колено
13. Иван Левковский ″. 9. — X колено
14. Григорий Левковский ″. 9. (1749 г. р.) — X колено
15. Семён Левковский ″. 9. (1761 г. р.) — X колено
16. Шимон (Семён) Левковский ″. 9. (1765 г. р.) — X колено[13]

### Памятник, посвящённый истории села Возничи
В поминальный четверг 2015 года в селе Возничи был открыт необычный памятник — на гранитном пьедестале плита с надписью «Возничi 1771» с изображением замка-крепости, а ниже памятная доска с легендой возникновения села и указанием его первых жителей. Памятник установлен на въезде в село Возничи со стороны села Мацки. Инициатором и спонсором сооружения памятника выступил депутат Овручского районного совета директор Черевковской восьмилетней школы, Левковский Николай Иванович (уроженец села Возничи). Левковский Н. И. вместе с другим спонсором (Голуб Н. И.) был отмечен грамотами райгосадминистрации, которые им вручил здесь же на торжественном собрании перед жителями села, глава РГА Сергей Ковердун. После этого лучанковский священник отец Сергей освятил памятник и все вместе помолились за мир на своей земле.

## Известные уроженцы села

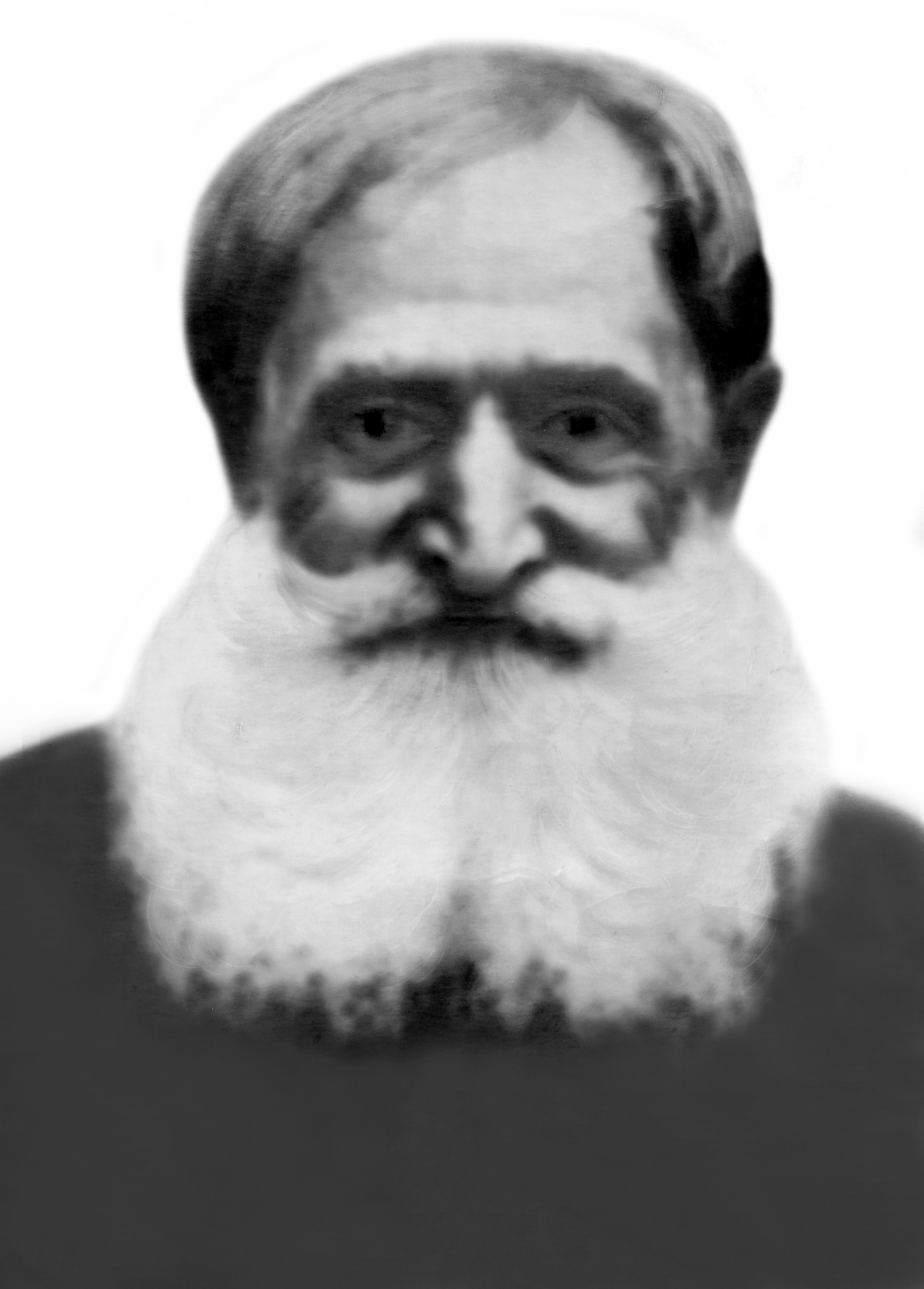
Георгиевский кавалер, Левковский Максим Иванович, село Возничи

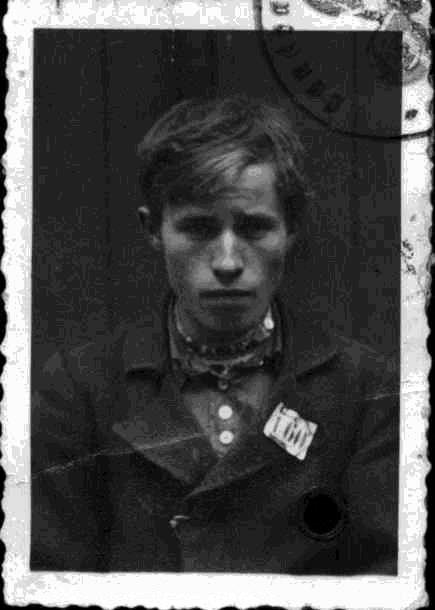
Остарбайтер Левковский Николай Иванович, № 160, Люнебург, 1942 г.

- Левковский Максим Иванович (1888— 19 марта 1978, Возничи) — участник первой мировой войны, кавалер Георгиевского креста, участник битвы 8-й армии генерала Брусилова с 12-м австрийским корпусом на реке Гнилая Липа в ходе Галич-Львовской операции (конец августа 1914 года). Отличился беспримерной храбростью в рукопашном бою с австрийцами, за что лично Государь Император Николай II поблагодарил Максима Ивановича при вручении Георгиевского креста во время посещения Львовского госпиталя с первым Георгиевским кавалером этой войны, Козьмой Крючковым. После госпиталя в бою ранен в ногу, потерял её (отсюда прозвище «Безногий»), демобилизовался и уехал в Полтаву, работал сапожником, но в 1916 году, узнав всё, жена Онисья Ивановна (1896—1975) забрала его и привезла в Возничи. Пережил оккупацию и принудительное содержание в лагере для беженцев (Николаевская область) вместе с семьёй в 1943 году.
- Левковский Иван Николаевич (1892—1950, Возничи) — участник первой мировой войны, кавалер двух Георгиевских крестов 1-й и 2-й степени, подпрапорщик 11-й русской армии генерала Селиванова А. Н.. Отличился беспримерной храбростью при осаде и взятии крепости Перемышль на Юго-Западном фронте в 1915 году, за что лично был удостоен благодарности Государя Императора Николая II. 18 марта 1915 года при попытке прорыва кольца окружения Перемышля австро-венгерскими войсками генерала Германа фон Кусманека, пулемётчик 1-го номера Иван Левковский сумел отразить все атаки противника. С июля 1943 года по 8 мая 1945 года Иван Николаевич и его жена Фёкла Ильинична (1895—1946) находились в Германии в качестве остарбайтеров. Его сын, Николай Иванович с июля 1942 года по 1 мая 1945 года также находился в Германии в качестве остарбайтера, № 160, работал разнорабочим у Вильгельма Музе, в селе Герце, Люнебург.

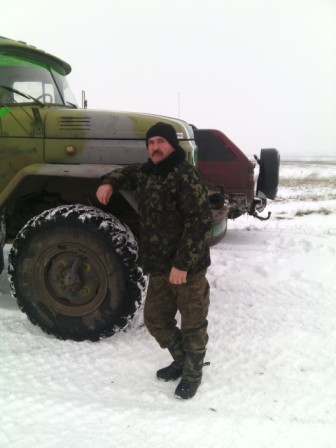
Левковский Виктор в зоне АТО

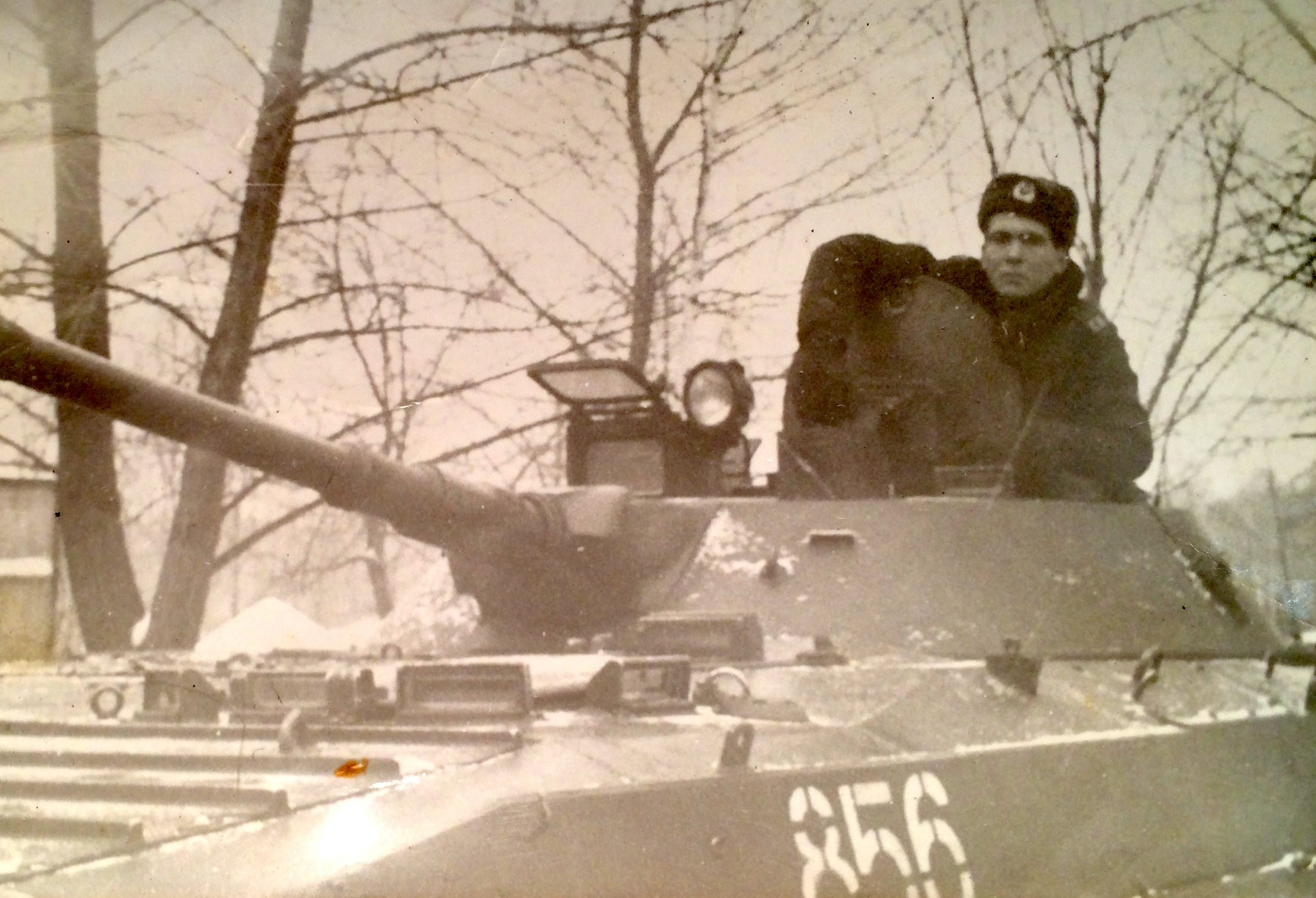
Виктор Левковский во время прохождения срочной службы в учебном центре «Десна» (1985 год).

- Левковский Виктор Сергеевич. В ночь с 7-го на 8 февраля 2015 года во время военных действий в зоне АТО (сектор «М») погиб заместитель командира роты по технической части 23-го отдельного мотопехотного батальона 93 омехбр старший лейтенант Виктор Левковский.[46]

Левковский Виктор Сергеевич родился 13 октября 1965 года в селе Возничи Овручского района Житомирской области. В 1973 году пошёл в Возничёвскую восьмилетнюю школу, в 1981 окончил 8 классов местной школы. В 1983 году окончил Лучанковскую среднюю школу. Затем поступил в Украинский институт водного хозяйства в городе Ровно. В 1984—1985 гг. был призван в ряды Вооружённых Сил. В 1990 году окончил институт. Трудовую деятельность начал с должности мастера ПМК № 120 посёлка Пришиб Запорожской области. В 1991 году переехал с семьёй в колхоз «Таврия» села Новоданиловка Акимовского района Запорожской области и занимал должность инженера-строителя. Последние два года занимался личным крестьянским хозяйством. 25 апреля 2014 был мобилизован и проходил службу в зоне АТО старшим лейтенантом. 8 февраля 2015 года во время обороны лагеря роты, которая располагалась в Новосёловке Тельмановского района Донецкой области, и эвакуации пострадавшего личного состава получил минное ранение, в результате которого погиб. У него остались жена и двое детей. Старший лейтенант Виктор Сергеевич Левковский был похоронен 10 февраля 2015 года в селе Таврия Новоданиловского сельсовета Акимовского района. 15 мая 2015 года с целью увековечивания памяти, на малой родине героя в средней школе села Лучанки Овручского района на его честь была открыта мемориальная доска. 24 сентября 2015 присвоено звание капитан (посмертно). Распоряжением председателя областного совета № 79 от 1 апреля 2016 награждён орденом «За заслуги перед Запорожским краем» III степени посмертно. 19 мая 2016 в средней школе села Новоданиловка Акимовского района Запорожской области в честь героя была открыта мемориальная доска. 29 сентября 2016 награждён орденом Богдана Хмельницкого III степени (посмертно).